# 1001 pr. n. št.

## Dogodki
- Kitajska: Džov Mo Vang postane kralj Dinastije Džov

## Smrti
- Psusenes I., faraon iz Enaindvajsete egipčanske dinastije (* ni znano)